# ياسر دريبي
طاهر وادي لاعب كرة قدم سعودي ، في مركز الظهير الأيمن ، يلعب حاليا مع نادي النهضة.

## مسيرة اللاعب
مثل نادي القادسية في الفئات السنية ولعب في الفريق الأول في عام 2023 وانتقل إلى نادي النهضة في عام 2024.